# Cynthia Watros
Cynthia Michele Watros (Lake Orion, 2 settembre 1968) è un'attrice statunitense, nota per il ruolo di Annie Dutton in Sentieri, di Vicky Hudson in Destini, di Libby Smith in Lost, di Kelly Andrews in Febbre d'amore e di Nina Reeves in General Hospital.

## Biografia
Nata nel Michigan, è nota negli Stati Uniti anche per il ruolo della psicopatica Annie Dutton (durato alcune stagioni), rivale in amore di Reva nella celebre soap opera Sentieri, il più longevo serial drama della storia, in onda da 72 anni. 
Ha inoltre recitato, nel 2000, nella sitcom "Titus". Durante le riprese rimase incinta di due gemelli, ma visto che il suo personaggio non era nelle stesse condizioni, venne ripresa per mesi solo frontalmente e sempre vestita di nero. Nel 2002 ha preso parte al film indipendente, P.S. Your Cat Is Dead!.
Cynthia Watros si mette in luce nella seconda stagione della serie televisiva Lost dove interpreta il ruolo della brillante psicologa Libby. Durante le riprese di Lost, la Watros, insieme alla sua collega Michelle Rodriguez (Ana-Lucia Cortez) è stata arrestata per guida in stato di ebbrezza nelle isole Hawaii. 
Cynthia appare anche nella web series americana VGHS (Video Games High School), nei panni della madre di Jenny Matrix, ovvero Mary Matrix.

## Filmografia parziale

### Cinema
- Incubo d'amore (Dream Lover), regia di Nicholas Kazan (1993)
- Una sporca missione (Dead Men Can't Dance ), regia di Stephen Milburn Anderson (1997)
- P.S. Your Cat Is Dead!, regia di Steve Guttenberg (2002)
- Crash - Contatto fisico (Crash), regia di Paul Haggis (2004)
- Frank, regia di Douglas Cheney (2007)
- Il cacciatore di taglie, regia David S. Cass (2007)
- American Crude - Follie in America (American Crude), regia di Craig Sheffer (2008)
- Mai fidarsi di uno sconosciuto (Stolen from the Suburbs), regia di Alex Wright (2015)

### Televisione
- Sentieri (Guiding Light) - serial TV, 24 episodi (1994-1998)
- Destini - serial TV (1998)
- Profiler - Intuizioni mortali (Profiler) - serie TV, episodio 3x07 (1998)
- Titus - serie TV, 54 episodi (2000-2002)
- Washington Street, regia di Andrew D. Weyman - film TV (2005)
- Lost - serie TV, 23 episodi (2005-2010) - Libby Smith
- Law & Order: Criminal Intent - serie TV, episodio 7x08 (2007)
- I Griffin - serie TV, episodio 7x07 (2009) - voce
- Gossip Girl - serie TV, episodio 2x24 (2009)
- CSI: Scena del crimine (CSI: Crime Scene Investigation) - serie TV, episodio 9x24 (2009)
- The Closer - serie TV, episodio 5x09 (2009)
- Criminal Minds - serie TV, episodio 5x03 (2009)
- Dr. House - Medical Division  (House M.D.) - serie TV, 7 episodi (2010)
- Desperate Housewives - serie TV, episodio 7x09 (2010)
- Grey's Anatomy – serie TV, episodio 8x22 (2012)
- Febbre d'amore - serial TV (2013-2014)
- Finding Carter - serie TV, 36 episodi (2014-2015)
- General Hospital - soap opera (2019-in corso)

### Web Series
- VGHS (Video Games High School) - Web Series, 2x01 (2013)

## Doppiatrici italiane
Nelle versioni in italiano delle opere in cui ha recitato, Cynthia Watros è stato doppiata da:
- Sabrina Duranti in Lost, The Closer
- Alessandra Korompay in Desperate Housewives, Mai fidarsi di uno sconosciuto
- Franca D'Amato in Profiler - Intuizioni mortali
- Claudia Penoni in Law & Order - Criminal intent
- Chiara Colizzi in Criminal Minds
- Alessandra Cassioli in Dr. House - Medical Division
- Chiara Salerno in CSI - Scena del Crimine
- Georgia Lepore in Grey's Anatomy
- Marcella Silvestri in Sentieri